# Lecanoideus mirabilis
Lecanoideus mirabilis is een halfvleugelig insect uit de familie witte vliegen (Aleyrodidae), onderfamilie Aleurodicinae.
De wetenschappelijke naam van deze soort is voor het eerst geldig gepubliceerd door Cockerell in 1898.